# شب دوم عروسی
شب دوم عروسی (ایتالیایی: La seconda notte di nozze) یک فیلم کمدی درام به کارگردانی پوپی آواتی در سال ۲۰۰۵ میلادی منتشر شد.
این فیلم در جشنواره فیلم ونیز به‌نمایش درآمد و برندهٔ روبان نقره‌ای بهترین بازیگر زن شد.

## بازیگران
- آنتونیو آلبانیزه
- نری مارکوره
- کتیا ریتچارلی
- آنجلا لوچه
- ماریزا مرلینی
- تونی سانتاگاتا
- ساندرو دُری